# Ceraphron pedes
Ceraphron pedes är en stekelart som beskrevs av W. Foerster 1861. Ceraphron pedes ingår i släktet Ceraphron och familjen pysslingsteklar. Arten är reproducerande i Sverige. Inga underarter finns listade i Catalogue of Life.